# S/2020 S 7
S/2020 S 7 es un satélite natural de Saturno. Su descubrimiento fue anunciado por Edward Ashton, Brett J. Gladman, Jean-Marc Petit y Mike Alexandersen el 10 de mayo de 2023 a partir de observaciones realizadas entre el 1 de julio de 2019 y el 24 de julio de 2020.
S/2020 S 7 tiene unos 3 kilómetros de diámetro y orbita alrededor de Saturno a una distancia de 17 236 gigametros en 844.85 días, con una inclinación de 160.8°, orbita en dirección retrógrada y posee una excentricidad de 0.558. S/2020 S 7 pertenece al grupo nórdico y es uno de los satélites más alejados de Saturno debido a su alta excentricidad.